# 도바 (차드)
도바(دوبا)는 차드의 로곤오리앙탈 주의 주도인 마을이다. (도시로 분류되는 경우도 있다.)
도바는 석유 매장 지역이다.
도바에는 도바 공항이 있다.

## 인구
| 년도 | 인구     |
| ---- | -------- |
| 1993 | 17,920명 |
| 2008 | 25,650명 |